# المخيم الكشفي العالمي السابع عشر
المخيم الكشفي العالمي السابع عشر (بالكورية: 제17회 세계잼버리) عقد في الفترة 08-16 أغسطس 1991 والتي استضافته كوريا الجنوبية في منتزة سيوراكسان الوطني الذي يبعد عن الحدود مع كوريا الشمالية حوالي 200 كم حوالي ست ساعات عن طريق البر من جهه سيول.
حضر المخيم حوالي 20,000 كشاف من 135 بلدا وإقليما، وعلى وجه الخصوص دول أوروبا الشرقية، وجميع الدول الشيوعية سابقا في أوروبا الوسطى والشرقية والاتحاد السوفياتي وتطورت الحركة الكشفية في الأشهر التي سبقت تفكك الاتحاد السوفيتي. شاركت الكشافة من تشيكوسلوفاكيا وهنغاريا كأعضاء في الحركة الكشفية العالمية للمرة الأولى منذ عام 1947. وبلغاريا، روسيا البيضاء، استونيا، لاتفيا، ليتوانيا، بولندا، رومانيا، روسيا، أوكرانيا ويوغوسلافيا كل وحدات المجالات.
بدأ المخيم مع سوء الاحوال الجوية، مع الأمطار والفيضانات وكانت المشاكل كبيرة. تم تصميم مراسم الافتتاح والختام لمنافسة مراسم الافتتاح والختام دورة الألعاب الأولمبية الصيفية 1988. المخيم كان أول برنامج عبارة عن قرية تنموية عالمية وقد زاره كلا من الرئيس الكوري روو تاي وو، كارل السادس عشر غوستاف ملك السويد والأمير مولاي رشيد من المغرب.
نقلت القوات البريطانية نسخة طبق الأصل لمخيم جزيرة براونسي الكشفي لإعادة تمثيل تجربة روبرت بادن باول الأولى عام 1907 في الكشافة. أصبح الحدث الأكثر فلقد تم إنتاج العديد من الصور الفوتوغرافيه والأفلام المصورة عن المخيم.
شهدت الكشافة أيضا ضيافة الوفد من كوريا الجنوبية واليابان.